# Nikolaj Hansen
Nikolaj Andreas Hansen (Ringsted, 15 marzo 1993) è un calciatore danese, attaccante del Víkingur.

## Biografia
Nato a Benløse, sobborgo di Ringsted, ha origini polacche.

## Carriera
Ha giocato nella prima divisione danese ed in quella islandese, della quale nel 2021 è anche stato capocannoniere. Nel corso degli anni ha anche totalizzato complessivamente 9 presenze e 2 reti tra i preliminari di Champions League, quelli di Europa League e quelli di Conference League.

## Palmarès

### Club

#### Competizioni nazionali
- Coppa d'Islanda: 4

Víkingur: 2019, 2021, 2022, 2023
- Campionato islandese: 2

Víkingur: 2021, 2023
- Supercoppa d'Islanda: 2

Víkingur: 2022, 2024

### Individuale
- Capocannoniere della Úrvalsdeild: 1

2021 (16 gol)